# Shaleh
Shaleh är en ort i Iran.   Den ligger i provinsen Kermanshah, i den västra delen av landet, 500 km väster om huvudstaden Teheran. Shaleh ligger 1 330 meter över havet och antalet invånare är 198.
Terrängen runt Shaleh är platt åt nordost, men åt sydväst är den kuperad.Runt Shaleh är det ganska tätbefolkat, med 60 invånare per kvadratkilometer. Närmaste större samhälle är Ravānsar, 13,4 km norr om Shaleh. Trakten runt Shaleh består till största delen av jordbruksmark.